# Эриванские ворота
Эриванские ворота или ворота Хальфали (азерб. İrəvan qapısı или Xəlfəli qapısı) – одни из трёх основных ворот Шушинской крепости, расположенные в её западной части. Остальные двое ворот – Гянджинские и Агогланские ворота.

## История
У Шушинской крепости было трое основных ворот: Гянджинские, Эриванские и Агогланские. Названия этих ворот часто упоминаются в исторических источниках, а также указаны на всех генпланах города, составленных в XIX веке. Например, в 25-м номере газеты «Кавказ» от 1871 года отмечается: «Согласно барометрическим вычислениям Абиха, северо-восточная часть города, где расположены Агогланские и Елизаветпольские ворота, размещается на высоте 3886 футов, а юго-западная часть, называемая «Шушинской скалой» и на которой расположены Эриванские ворота, размещаются на высоте 4705 футов. Ещё в 60-х годах XIX века эти ворота играли важную роль в общественной жизни Шуши, о чём свидетельствует статья, опубликованная в газете «Иллюстрация». Согласно статье, Агогланские и Эриванские ворота были предназначены для высших лиц и перевозок грузов, а Гянджинские ворота – для проезда повозок. В некоторых источниках также говорилось о существование четырёх ворот, но их место и название установлено не было.
Крепостные ворота, построенные при Панах Али-хане, назывались Эриванскими либо Хальфалинскими, так как из них дорога шла к деревне Хальфали и дальше – на Иреван. Эти ворота, как и другие ворота Шушинской крепости, обозначены на всех написанных в XIX веке генпланах города.

## Архитектурные особенности
В отличие от Гянджинских ворот, Эриванские ворота трактовались в более традиционном духе – решённые в виде стрельчатой арки, они были укреплены с двух сторон симметрично расположенных двухъярусными боевыми башнями. На чертежах и генпланах Шуши XIX века эти башни обозначены под номерами 1 и 2, так как Эриванские ворота являлись западной периферией крепостных укреплений города и от них начинался отсчёт башен. Хотя до наших дней ворота дошли в разрушенном состоянии, Сара Ашурбейли, которая проводила исследования в рамках экспедиции в Шушу в 1930-х годах, отмечала, что наблюдала арки ворот.